# 条顿堡林山麓希尔特
条顿堡林山麓希尔特是德国下萨克森州的一个市镇。总面积52.60平方公里，总人口10267人，其中男性5084人，女性5183人（2011年12月31日），人口密度195人/平方公里。